# Rejilla de Cardano

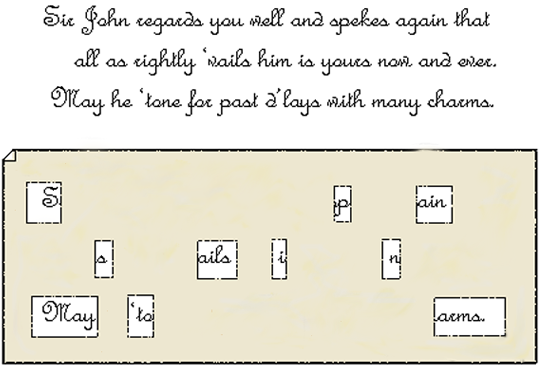
Ejemplo de rejilla: Spain sails in May to arms.

Se denomina rejilla de Cardano o Grilla de Cardano a un sistema criptográfico renacentista redescubierto por Gerolamo Cardano hacia 1550. Consiste en el uso de una cartulina cuadrada, perforada en ciertos lugares, que se sitúa sobre el texto a cifrar, diseñada de tal modo que las perforaciones (o ventanas para leer el texto situado debajo) ocupan exactamente un cuarto del número total de cuadros que contiene: las perforaciones han de estar situadas de tal modo que no se solapen cuando la cartulina gire sobre su eje 90 grados hacia la izquierda o la derecha, de tal modo que tras cuatro de estos giros habrá vuelto a la posición original.
Para codificar un mensaje se va escribiendo este en las casillas huecas hasta que se llenan, tras lo cual se gira la rejilla 90 grados y se repite el procedimiento hasta ocupar todos los huecos, se vuelve a girar escribiendo en las casillas vacías y así hasta haber completado el giro completo de la misma; en ese momento se quita la rejilla y los espacios sobrantes se rellenan con letras tomadas al azar.
El procedimiento de descifrado es similar pero se necesita una copia de la rejilla empleada, pues de lo contrario es difícil reconstruir el mensaje original: sobre un texto cifrado se coloca la rejilla y se copian en un papel las letras que se ven en los huecos, hecho lo cual se va girando la rejilla en la dirección establecida con el emisor del mensaje, leyendo de nuevo el texto y girando nuevamente al terminar... al final se tendrá una copia exacta del mensaje emitido, pero transformado en lenguaje llano inteligible.

### Máscara China
Se trata de una técnica pionera de la esteganografía que se implementó en la antigua China. Consistía en la transferencia de mensajes ocultos donde tanto el emisor como el receptor disponían de una copia idéntica de un papel con perforaciones que se utilizaban como un enmascaramiento. Se colocaban las máscaras en común sobre un papel en blanco, escribían en las perforaciones los mensajes que necesitaban trasmitirse. A continuación se completaban el papel con mensajes arbitrarios, de forma que los caracteres del mensaje quedan ocultos adentro del texto completo. Este técnica fue conocida muchos años después por el matemático italiano Gerolamo Cardano, por lo que se conoce en la actualidad como la rejilla de Cardano.